# One Canada Square
One Canada Square (även känd som Canary Wharf Tower och tidigare även Canada Tower) är en skyskrapa i området Canary Wharf, Docklands i London. Skyskrapan mäter 235,1 meter ovanför marken och har 50 våningar. Den var Storbritanniens högsta skrapa i 21 år mellan 1991 och 2012 tills The Shard invigdes på Themsens motsatta strand.
Byggnaden ritades av den argentinska arkitekten César Pelli, tillsammans med Adamson Associates och Frederick Gibberd Coombes. En obeliskformad skyskrapa, byggd 1991, i Canary Wharf i Isle of Dogs-distriktet. Den har 50 våningar (vilket är mindre än de ursprungligen planerade 60 våningarna) och är 235 meter hög.
Byggnaden är uppkallad efter Kanada eftersom den byggdes av det kanadensiska företaget Olympia and York. Strax efter slutförandet gick företaget i konkurs.
One Canada Square har dykt upp i många TV-reklamer, samt i TV-programmet The Apprentice, men det var även ett sändningscentrum i sig. På 1990-talet var tornet värd för TV-kanalen L!VE TV.
Det finns ingen utsiktsplattform och de övre våningarna i byggnaden är i allmänhet inte tillgängliga för turister, men det finns ett köpcentrum i källaren. Byggnaden omges av två andra skyskrapor som byggdes tio år senare och båda är 200 meter höga – HSBC Tower (8 Canada Square) och Citigroup Center (25 Canada Square).

## Några av företagen i byggnaden
- Accenture

- A.P. Møller-Mærsk
- Bank of New York Mellon
- BBVA (Banco Bilbao Vizcaya Argentaria)
- Bear Stearns
- Burlington Northern Railroad
- Career Academies
- Citibank
- Coutts
- Daihatsu
- Doctors of the world
- eToro
- Euler Hermes UK
- European Banking Authority
- High Speed 2
- Faithful + Gould
- FIA
- General American Transportation Corporation
- HSBC UK
- International Sugar Organization
- KPMG
- Metlife
- Moody's
- Novartis
- PricewaterhouseCoopers
- Primus Telecom
- Quadrant Capital
- Regus
- Revolut
- Rittal
- Skadden, Arps, Slate, Meagher & Flom
- State Street
- SWX Swiss Exchange
- Teach First
- Trinity Mirror
- Torchwood (i fiktion)
- UBS[3]